# Ronderosia
Ronderosia is een geslacht van rechtvleugeligen uit de familie veldsprinkhanen (Acrididae). De wetenschappelijke naam van dit geslacht is voor het eerst geldig gepubliceerd in 1997 door Cigliano.

## Soorten
Het geslacht Ronderosia omvat de volgende soorten:
- Ronderosia bergii Stål, 1878
- Ronderosia cinctipes Bruner, 1906
- Ronderosia dubia Bruner, 1906
- Ronderosia forcipata Rehn, 1918
- Ronderosia gracilis Bruner, 1911
- Ronderosia malloi Liebermann, 1966
- Ronderosia ommexechoides Carbonell & Mesa, 2006
- Ronderosia paraguayensis Bruner, 1906
- Ronderosia piceomaculata Carbonell, 1972
- Ronderosia robusta Bruner, 1906